# 北愛爾蘭英鎊紙幣
北愛爾蘭於1929年開始發行英鎊紙幣。雖然北愛爾蘭英鎊紙幣是法定貨幣，但严格来说，北愛爾蘭英鎊紙幣在英國各地（包括北愛爾蘭）都不得法償 。但英國各地商家仍普遍接受使用北愛爾蘭英鎊紙幣。現在有四家銀行有權發行北愛爾蘭英鎊紙幣，包括丹斯克銀行、第一信託銀行、阿爾斯特銀行、愛爾蘭銀行。北愛爾蘭的英鎊紙幣最初有1、5、10、20、50、100英鎊的六種面額，但現在各銀行均不發行1英鎊鈔票。只有第一信託銀行和丹斯克銀行發行100英鎊鈔票。